# Christian Dürr
Christian Dürr (Delmenhorst, 18 de abril de 1977) es un político alemán que ha sido el líder del Partido Democrático Libre desde mayo de 2025, habiendo dirigido previamente el grupo parlamentario del partido en el Bundestag de 2021 a 2025, en el que sirvió como miembro de 2017 a 2025.

## Biografía
Dürr nació en Delmenhorst. Se graduó en economía en la Universidad de Hannover, con una tesis sobre el comercio de derechos de emisión.
Dürr fue elegido por primera vez al Parlamento Regional Bajo Sajón en las elecciones estatales de 2003. Fue portavoz de su grupo parlamentario sobre política ambiental (2003-2009) y política de medios (2013-2017). Entre 2009 y 2017, se desempeñó como presidente del grupo parlamentario; en este cargo, sucedió a Jörg Bode.
Dürr se convirtió por primera vez en miembro del Bundestag en las elecciones de 2017, representando al distrito de Delmenhorst - Wesermarsch - Oldenburg-Land. Dentro de su grupo parlamentario, presidió el grupo del Bundestag de parlamentarios del FDP de Baja Sajonia, Hamburgo y Schleswig-Holstein. También se desempeñó como uno de los seis vicepresidentes del grupo parlamentario del FDP bajo el liderazgo de su presidente Christian Lindner, donde supervisó las actividades del grupo en materia de política financiera y presupuestaria.
Antes de las elecciones de 2021, Dürr fue elegido para liderar la campaña del FDP en Baja Sajonia.
En las negociaciones para formar una llamada coalición semáforo entre los socialdemócratas (SPD), Alianza 90/Los Verdes y el FDP después de las elecciones federales de 2021, Dürr dirigió la delegación de su partido en el grupo de trabajo sobre regulación financiera y presupuesto nacional; sus copresidentes de los otros partidos fueron Doris Ahnen y Lisa Paus.
En diciembre de 2021, Dürr fue elegido líder del grupo parlamentario del FDP en el Bundestag, sucediendo a Christian Lindner. En 2023, fue reelegido por el 93% de los miembros de su grupo parlamentario.